# Neuental
Neuental är en kommun i Schwalm-Eder-Kreis i Regierungsbezirk Kassel i förbundslandet Hessen i Tyskland. 
31 december 1971 genom en sammanslagning av de tidigare kommunerna Bischhausen, Dorheim, Neuenhain, Schlierbach, Waltersbrück och Zimmersrode. Römersberg uppgick i kommunen 1 januari 1974.